# NGC 1388
NGC 1388 este o emission-line galaxy⁠(d) situată în constelația Eridanul. A fost descoperită în 12 noiembrie 1885 de către Francis Leavenworth.